# 早川千吉郎

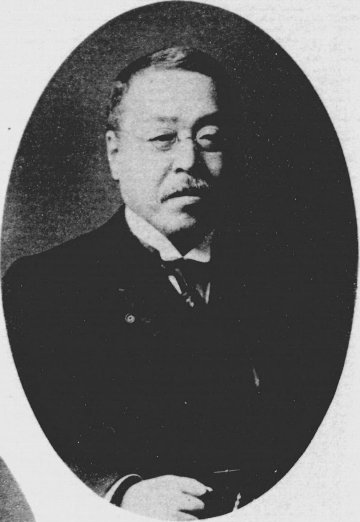
早川千吉郎

早川 千吉郎（はやかわ せんきちろう、文久3年6月21日（1863年8月5日） - 大正11年（1922年）10月14日）は、明治、大正期の官僚、実業家、政治家。三井財閥の幹部の一人。

## 経歴
石川県金沢市出身。明治20年（1887年）、東京帝国大学法科大学政治学科卒業。明治22年（1889年）、同大学院農政学研究科修了。明治23年（1890年）1月、大蔵省入省。明治32年（1899年）日本銀行監理官。明治33年（1900年）辞職。
明治34年（1901年）、三井銀行専務理事。明治42年（1909年）三井銀行常務取締役。大正7年（1918年）、三井合名会社副理事長。1920年（大正9年）6月2日、貴族院勅選議員に任じられ、死去するまで在任した。加越能（石川・富山県）出身者のための東京の寄宿舎「久徴館」の館長を長く務めたほか、1916年には、地方改良運動の実施機関として設立された半官半民の教化団体「中央報徳会」に青年部を創設し、理事長を務めるなど青年教育にも尽力した。
大正10年（1921年）5月、南満洲鉄道株式会社社長に就任し、論稿「日支共存共栄」を雑誌『斯民』第17編第1号に発表。在職中の大正11年（1922年）10月、奉天高等小学校で演説中に突然卒倒し、死去。墓所は鶴見区總持寺。
自宅のあった東京・二番町の土地は、その後日本テレビの本社になった。

## 栄典
- 1895年（明治28年）10月31日 - 勲六等単光旭日章[5]
- 1911年（明治44年）8月24日 - 金杯一組[6]
- 1922年（大正11年）10月14日 - 勲一等瑞宝章

## 親族
- 父の早川忠恕は石川県士族[7]。
- 弟の外吉は湯浅七左衛門商店（現・ユアサ商事）に婿入りして七左衛門を襲名し、湯浅蓄電池製造（現・ジーエス・ユアサコーポレーション）を創業[8]。
- 義弟（妹たちの夫）に井上友一、男爵山沢幾太郎(山沢静吾の長男[9])。
- 妻の里子（1875年生まれ）は金沢市御歩町出身で、17歳で結婚[10]。
- 長男・忠吉（1898年生まれ）は東京帝国大学法学部政治科卒業後大蔵省に入り、妻・増子（宅孝二の姉）とともに2年間英国遊学ののち、三井信託に入行するも30代で退職、盆栽愛好家としても知られた[7][11][12]。初台の2000坪の豪邸に暮らし、金策を頼みに行った中西悟堂は忠吉の桁違いの金銭感覚に「こいつ、どこまで無駄な金を持ってるんだろうか」と驚いたという[13]。
- 次男白井泰次は白井家の養子となり、中小企業金融公庫融資部長[14]。
- 三男の白井浩司は慶應大学教授となった[14]。